# Eberhard von Hartmann
Karl Wolfgang Georg Eberhard von Hartmann (6 tháng 5 năm 1824 tại Berlin – 14 tháng 11 năm 1891 cũng tại Berlin) là một sĩ quan quân đội Phổ-Đức, đã được thăng đến cấp Thượng tướng Bộ binh. Ông từng tham chiến trong cuộc Chiến tranh Áo-Phổ năm 1866 một số cuộc vây hãm ở Alsace trong cuộc Chiến tranh Pháp-Đức các năm 1870 – 1871.

## Tiểu sử
Ông sinh vào tháng 5 năm 1824, là con trai của Đại biểu Công sứ và Công sứ thường trú Phổ Otto von Hartmann. Thuở trẻ, Eberhard von Hartmann đi học tại trường Trung học Chính quy Friedrich Wilhelm ở Berlin. Học xong Trung học, ông bắt đầu học Luật tại Đại học Berlin, nhưng việc học tập của ông bị gián đoạn khi ông nhập ngũ Tiểu đoàn Bắn súng trường Cận vệ với vai trò là lính tình nguyện một năm (Einjährig-Freiwilliger) vào năm 1843. Về sau đó, ông được sung vào ngạch Trừ bị với cấp bậc Hạ sĩ, tiếp tục học đại học tại Heidelberg trong học kỳ mùa hè năm 1843. Tại đây, ông gia nhập Liên đoàn Sinh viên Saxo-Borussia vào năm 1844. Từ năm 1847, ông là thư ký Tòa án Tối cao (Kammergerichtsreferendar).
Đến cuối năm 1848, ông đã trở thành một người lính chính quy và gia nhập Trung đoàn Bộ binh số 9 ở Stettin với cấp hàm Thiếu úy, trước đó ông đã được phong cấp Thiếu úy trong lực lượng Dân binh vào năm 1845. Sau khi giữ chức vụ sĩ quan phụ tá của trung đoàn mình và của Tiểu đoàn II thuộc trung đoàn này, ông được nhậm chức sĩ quan phụ tá trong Bộ Tổng chỉ huy (Generalkommando) của Quân đoàn II ở Stettin. Vào năm 1857, ông được cắt cử vào Bộ Chiến tranh và được lên chức Trung úy. Năm sau (1858), ông được đổi vào Cục quản lý quân đội và được thăng quân hàm Đại tá cùng năm đó. Năm năm sau (1863), ông được lên cấp hàm Thiếu tá. Tiếp theo đó, vào năm 1866, ông được bổ nhiệm làm Trưởng ban Tham mưu đã được cơ động của Bộ Chiến tranh và tham gia cuộc Chiến tranh Bảy tuần với Áo trong Bộ Tổng Chỉ huy Tối cao (Hauptquartier) của Phổ. Cuối năm 1866, ông được giao thực hiện quyền hành của Trưởng Phân ban Quân đội B trong Bộ Chiến tranh và được lên quân hàm Thượng tá. Đến mùa xuân năm 1867, ông được nhậm chức Trưởng Phân ban Quân đội B. Trên cương vị này, ông cũng là thành viên Ủy ban Thanh lý Liên bang (Bundesliquidationskommission) ở München kể từ tháng 5 cho đến tháng 10 năm 1869.
Khi cuộc Chiến tranh Pháp-Đức bùng nổ vào tháng 7 năm 1870, ông được thăng cấp bậc Đại tá, thêm vào đó ông còn đảm nhiệm bổn phận của Giám đốc Phân ban Trung tâm (Zentralabteilung). Tháng 8 năm 1870, ông được lãnh chức Tham mưu trưởng Chính quyền Trung ương Alsace. Trong diễn tiến của cuộc chiến tranh, ông đã tham gia các cuộc vây hãm Strasbourg, Sélestat, Phalsbourg và Bitche. Sau khi cuộc chiến tranh chấm dứt (tháng 5 năm 1871), ông trở lại giữ chức vụ cũ của mình là Trưởng Phân ban Quân đội B vào tháng 7 năm 1871 và vào cuối năm đó, ông được nhậm chức Trưởng Phân ban Quân đội A trong Bộ Chiến tranh. Trên cương vị này, ông cũng là phó đại biểu Hội đồng Liên bang.
Sau khi được trao chức vụ và quyền bính của một Lữ đoàn trưởng vào giữa năm 1873, ông được phong quân hàm Thiếu tướng tháng 5 năm 1874. 8 tháng sau, vào tháng 1 năm 1875, ông được ủy nhiệm làm Thanh tra Trường Chiến tranh và Chủ tịch Ủy ban Học vấn của Trường Chiến tranh. Trên cương vị này, ông cũng trở thành thành viên Tòa án Công lý về việc giải quyết mâu thuẫn pháp lý vào tháng 9 năm 1875. Đến tháng 3 năm 1880, ông được lên chức Trung tướng, sau đó vào tháng 11 năm 1881 ông được cử làm Giám đốc Bộ phận Thương phế binh trong Bộ Chiến tranh. Đồng thời với việc điều hành Bộ phận Thương phế binh, ông trở thành Chủ tịch Ban Quản lý Bảo hiểm cuộc sống của Lục quân và Hải quân. Đến tháng 6 năm 1883, ông được lãnh chức Thống đốc pháo đài Ulm ở hai bên bờ sông Donau. Bốn năm sau, vào tháng 11 năm 1887, ông được phong cấp bậc Danh dự (Charakter) Thượng tướng Bộ binh và xuất ngũ (zur Disposition, rời ngũ nhưng sẽ được động viên khi có chiến tranh) với một khoản lương hưu. Sau khi từ trần vào tháng 11 năm 1891 ở Berlin, ông được mai táng trong nghĩa trang quân sự ở công viên Hasenheide tại Berlin-Neukölln.
Von Hartmann đã thành hôn với Alexandra von Knobloch vào năm 1852. Cuộc hôn nhân này mang lại cho họ một người con gái và bảy người con trai.

## Tặn thưởng
- Huân chương Thập tự Sắt hạng II (vì đóng góp của ông trong cuộc vây hãm Bitche thời Chiến tranh Pháp-Đức 1870-71)
- Thập tự Chỉ huy (Komturkreuz) Huân chương Chiến công của Bayern (1871)
- Thập tự Tư lệnh (Kommandeurkreuz) hạng I kèm theo Thanh gươm của Huân chương Gia tộc Albrecht Gấu của Công quốc Anhalt (1871)
- Đại Thập tự Tư lệnh (Großkomturkreuz) Huân chương Gia tộc Vương miện Wendischen (1873)
- Thập tự Tư lệnh kèm theo Ngôi sao của Huân chương Gia tộc Chim ưng Trắng (1874)
- Thập tự Danh dự (Ehrenkreuz) hạng I Huân chương Gia tộc Vương hầu Lippe (1874)
- Huân chương Đại bàng Đỏ hạng II đính kèm Bó sồi (1875)
- Đại Thập tự Tư lệnh của Huân chương Quân công Thánh Michael (1875)
- Đại Thập tự của Huân chương Quân sự San Bento de Aviz (1880)
- Ngôi sao cùng với Bó sồi đính kèm vào Huân chương Đại bàng Đỏ hạng II (1882)
- Huân chương Đại bàng Đỏ hạng I đính kèm Bó sồi (1887)
- Đại Thập tự của Huân chương Chiến công Bayern (1887)
- Đại Thập tự của Huân chương Vương miện Württemberg (1887)